# 卡利扬
卡利扬（法語：Callian，法語發音：[kaljɑ̃]）是法国普罗旺斯-阿尔卑斯-蓝色海岸大区瓦尔省的一个市镇，属于德拉吉尼昂区。

## 地理
卡利扬（43°37'20"N, 6°45'11"E）面积25.42 平方千米，位于法国普罗旺斯-阿尔卑斯-蓝色海岸大区瓦尔省，该省份为法国东南部沿海省份，北起上普罗旺斯阿尔卑斯省，西北角与沃克吕兹省接壤，西接罗讷河口省，南濒地中海，东临滨海阿尔卑斯省。
与卡利扬接壤的市镇（或旧市镇、城区）包括：锡亚涅河畔圣塞泽尔、巴尼奥勒昂福雷、蒙斯、蒙托鲁、图雷特。

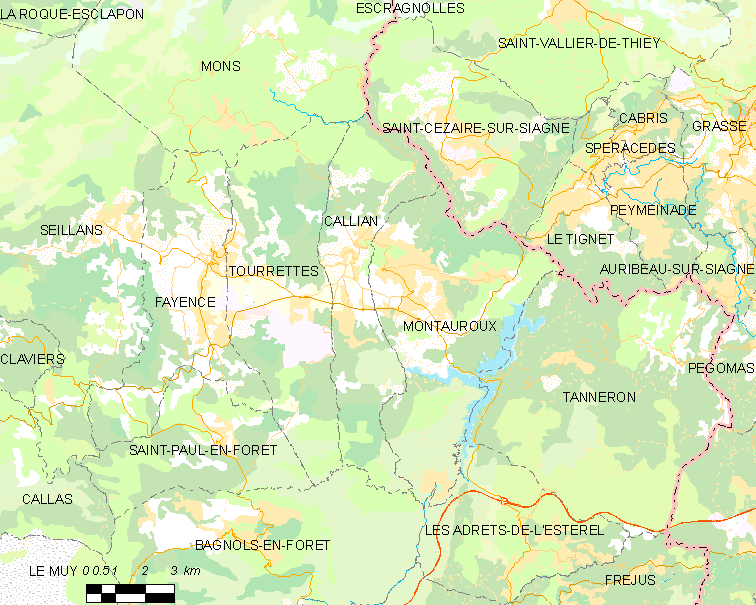
卡利扬的OSM定位图

卡利扬的时区为UTC+01:00、UTC+02:00（夏令时）。

## 行政
卡利扬的邮政编码为83440，INSEE市镇编码为83029。

## 政治
卡利扬所属的省级选区为阿尔让河畔罗克布吕讷县。

## 人口

1962-2008年间卡利扬人口变化图示

卡利扬于2022年1月1日时的人口数量为3794人。